# Matt Scudder
Pour les articles homonymes, voir Scudder (homonymie).
Matthew « Matt » Scudder est un personnage de fiction créé par l'écrivain Lawrence Block.

## Biographie fictive
Policier du NYPD pendant seize ans, il démissionne après avoir accidentellement tué une fillette. Il quitte aussi sa famille et s'installe dans un hôtel bon marché du quartier de Hell's Kitchen. Pour subvenir à ses besoins, il propose ses services comme détective privé, sans posséder de licence pour exercer.
Dans les premiers romans, il boit beaucoup mais adhère assez rapidement aux Alcooliques anonymes et essaye de vivre sans alcool. Son ex-femme élève ses deux fils qu'il voit peu. Il leur envoie de temps en temps un peu d'argent. Sa nouvelle femme, Elaine Mandell, est une ancienne prostituée qui dirige une galerie d'art.
Il verse systématiquement dix pour cent de ses gains (la « dime ») dans le tronc de la première église ouverte qu'il rencontre.

## Filmographie
- 1986 : Huit millions de façons de mourir, film américain réalisé par Hal Ashby, avec Jeff Bridges dans le rôle de Matt Scudder
- 2014 : Balade entre les tombes, film américain réalisé par Scott Frank, avec Liam Neeson dans le rôle de Matt Scudder

## Référence
- Claude Mesplède (dir.), Dictionnaire des littératures policières, vol. 2 : J - Z, Nantes, Joseph K, coll. « Temps noir », 2007, 1086 p. (ISBN 978-2-910-68645-1, OCLC 315873361).